# Julia Balbilla
Julia Balbilla, née en 72 et décédée après 130, est une poétesse grecque de l'Empire romain, ayant une ascendance grecque de Commagène.

## Biographie
|                                      |  |  |
| Les colosses de Memnon, sud et nord. |  |  |

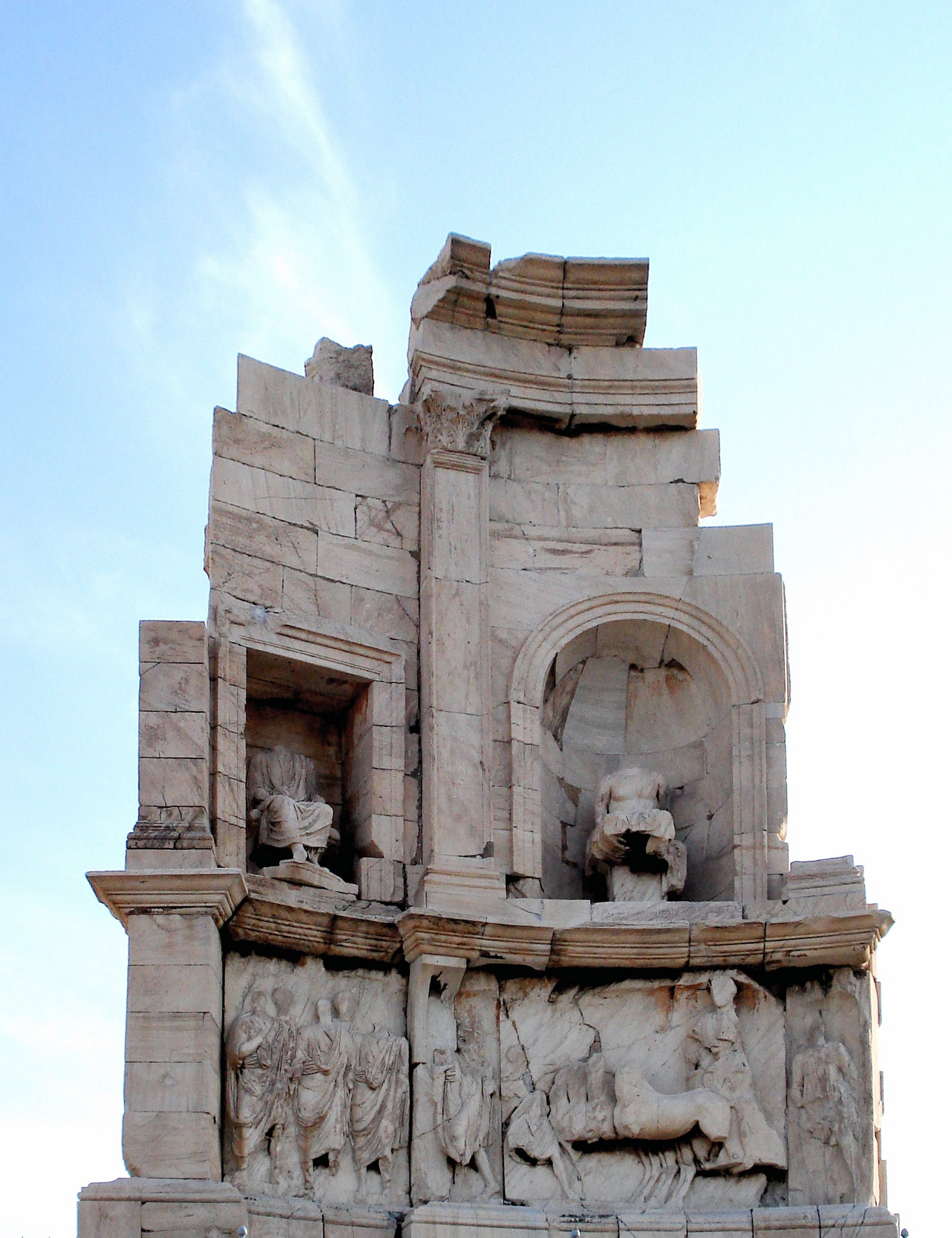
Monument de Philopappos, dédié à son frère, à Athènes.

Elle est la fille du prince grec Caius Iulius Archelaus Antiochus Epiphanes, de la dynastie des princes de Commagène, et le petit-fils du dernier roi de Commagène, Antiochos IV (Gaius Julius Antiochos IV Épiphane) et de Iotopa (probablement Iotapé de Commagène, sœur de Antiochos IV (?)).
Sa mère est Claudia Capitolina, fille de Tiberius Claudius Balbilus, éminent savant, politicien et astrologue romain sous les empereurs romains Claude à Vespasien, préfet d'Égypte de Néron de 55 à 59. Ses arrière-grands-parents par Balbilus sont Thrasylle de Mendès et Aka II de Commagène, une princesse du royaume de Commagène et arrière-petite-fille de Antiochos Ier de Commagène.
Elle a un frère, le sénateur Caius Iulius Antiochus Epiphanes Philopappus, dit Philopappos, consul suffect en 109. Elle élève en sa mémoire le monument de Philopappos à Athènes, dont il était le bienfaiteur, vers 114-119. Les sculptures montrent Philopappos en compagnie du roi Antiochos IV, son aïeul. Dans la partie inférieure du monument est représenté un cortège triomphal.
Elle est en particulier connue pour avoir accompagné la cour de l'empereur Hadrien et de son épouse Sabine lors de leur voyage en Égypte en 130. C'est en effet elle qui sculpte, sur la jambe gauche d'un des colosses de Memnon, le poème commémorant l'hommage sonore que ce dernier rend à l'empereur-pharaon. Dans ses épigrammes en grec éolien, elle honore sa famille, notamment son grand-père maternel Tiberius Claudius Balbilus mais aussi ses ancêtres les rois de Commagène. Elle reconnaît et fait référence à son ascendance royale et aristocratique, par exemple dans le quatrième et dernier épigramme :
À mes pieux parents et grands-parents :
Balbillus le Sage et roi Antiochos ;
Balbillus, le père de ma mère au sang royal 
et le roi Antiochos, le père de mon père. 
De leur lignée je puise mon sang noble
et ces versets sont miens, pieuse Balbilla.

## Arbre généalogique
|  |  |  |  |                                |                                |                                |                                | Antiochos III de Commagène (roi de 12 à 17) | Antiochos III de Commagène (roi de 12 à 17) | Antiochos III de Commagène (roi de 12 à 17) | Antiochos III de Commagène (roi de 12 à 17) | Antiochos III de Commagène (roi de 12 à 17)                    | Antiochos III de Commagène (roi de 12 à 17)                    |                                                                |                                                                |                                                                |                                                                |  |  |              |              |              |              |                                              |                                              | Aka II de Commagène (it)                     | Aka II de Commagène (it)                     | Aka II de Commagène (it)                              | Aka II de Commagène (it)                              | Aka II de Commagène (it)                              | Aka II de Commagène (it)                              |                                                       |                                                       |  |  |                                                |                                                | Tiberius Claudius Thrasyllus                   | Tiberius Claudius Thrasyllus                   | Tiberius Claudius Thrasyllus                   | Tiberius Claudius Thrasyllus                   | Tiberius Claudius Thrasyllus | Tiberius Claudius Thrasyllus |
|  |  |  |  |                                |                                |                                |                                | Antiochos III de Commagène (roi de 12 à 17) | Antiochos III de Commagène (roi de 12 à 17) | Antiochos III de Commagène (roi de 12 à 17) | Antiochos III de Commagène (roi de 12 à 17) | Antiochos III de Commagène (roi de 12 à 17)                    | Antiochos III de Commagène (roi de 12 à 17)                    |                                                                |                                                                |                                                                |                                                                |  |  |              |              |              |              |                                              |                                              | Aka II de Commagène (it)                     | Aka II de Commagène (it)                     | Aka II de Commagène (it)                              | Aka II de Commagène (it)                              | Aka II de Commagène (it)                              | Aka II de Commagène (it)                              |                                                       |                                                       |  |  |                                                |                                                | Tiberius Claudius Thrasyllus                   | Tiberius Claudius Thrasyllus                   | Tiberius Claudius Thrasyllus                   | Tiberius Claudius Thrasyllus                   | Tiberius Claudius Thrasyllus | Tiberius Claudius Thrasyllus |
|  |  |  |  |                                |                                |                                |                                |                                             |                                             |                                             |                                             |                                                                |                                                                |                                                                |                                                                |                                                                |                                                                |  |  |              |              |              |              |                                              |                                              |                                              |                                              |                                                       |                                                       |                                                       |                                                       |                                                       |                                                       |  |  |                                                |                                                |                                                |                                                |                                                |                                                |                              |                              |
|  |  |  |  |                                |                                |                                |                                |                                             |                                             |                                             |                                             |                                                                |                                                                |                                                                |                                                                |                                                                |                                                                |  |  |              |              |              |              |                                              |                                              |                                              |                                              |                                                       |                                                       |                                                       |                                                       |                                                       |                                                       |  |  |                                                |                                                |                                                |                                                |                                                |                                                |                              |                              |
|  |  |  |  |                                |                                |                                |                                |                                             |                                             |                                             |                                             |                                                                |                                                                |                                                                |                                                                |                                                                |                                                                |  |  |              |              |              |              |                                              |                                              |                                              |                                              |                                                       |                                                       |                                                       |                                                       |                                                       |                                                       |  |  |                                                |                                                |                                                |                                                |                                                |                                                |                              |                              |
|  |  |  |  | Iotape de Commagène            | Iotape de Commagène            | Iotape de Commagène            | Iotape de Commagène            | Iotape de Commagène                         | Iotape de Commagène                         |                                             |                                             | Antiochos IV de Commagène roi de 38 à 72                       | Antiochos IV de Commagène roi de 38 à 72                       | Antiochos IV de Commagène roi de 38 à 72                       | Antiochos IV de Commagène roi de 38 à 72                       | Antiochos IV de Commagène roi de 38 à 72                       | Antiochos IV de Commagène roi de 38 à 72                       |  |  | Capitolina ? | Capitolina ? | Capitolina ? | Capitolina ? | Capitolina ?                                 | Capitolina ?                                 |                                              |                                              | Tiberius Claudius Balbilus Préfet d'Égypte de 55 à 59 | Tiberius Claudius Balbilus Préfet d'Égypte de 55 à 59 | Tiberius Claudius Balbilus Préfet d'Égypte de 55 à 59 | Tiberius Claudius Balbilus Préfet d'Égypte de 55 à 59 | Tiberius Claudius Balbilus Préfet d'Égypte de 55 à 59 | Tiberius Claudius Balbilus Préfet d'Égypte de 55 à 59 |  |  | Claudia Thrasylla                              | Claudia Thrasylla                              | Claudia Thrasylla                              | Claudia Thrasylla                              | Claudia Thrasylla                              | Claudia Thrasylla                              |                              |                              |
|  |  |  |  | Iotape de Commagène            | Iotape de Commagène            | Iotape de Commagène            | Iotape de Commagène            | Iotape de Commagène                         | Iotape de Commagène                         |                                             |                                             | Antiochos IV de Commagène roi de 38 à 72                       | Antiochos IV de Commagène roi de 38 à 72                       | Antiochos IV de Commagène roi de 38 à 72                       | Antiochos IV de Commagène roi de 38 à 72                       | Antiochos IV de Commagène roi de 38 à 72                       | Antiochos IV de Commagène roi de 38 à 72                       |  |  | Capitolina ? | Capitolina ? | Capitolina ? | Capitolina ? | Capitolina ?                                 | Capitolina ?                                 |                                              |                                              | Tiberius Claudius Balbilus Préfet d'Égypte de 55 à 59 | Tiberius Claudius Balbilus Préfet d'Égypte de 55 à 59 | Tiberius Claudius Balbilus Préfet d'Égypte de 55 à 59 | Tiberius Claudius Balbilus Préfet d'Égypte de 55 à 59 | Tiberius Claudius Balbilus Préfet d'Égypte de 55 à 59 | Tiberius Claudius Balbilus Préfet d'Égypte de 55 à 59 |  |  | Claudia Thrasylla                              | Claudia Thrasylla                              | Claudia Thrasylla                              | Claudia Thrasylla                              | Claudia Thrasylla                              | Claudia Thrasylla                              |                              |                              |
|  |  |  |  |                                |                                |                                |                                |                                             |                                             |                                             |                                             |                                                                |                                                                |                                                                |                                                                |                                                                |                                                                |  |  |              |              |              |              |                                              |                                              |                                              |                                              |                                                       |                                                       |                                                       |                                                       |                                                       |                                                       |  |  |                                                |                                                |                                                |                                                |                                                |                                                |                              |                              |
|  |  |  |  |                                |                                |                                |                                |                                             |                                             |                                             |                                             |                                                                |                                                                |                                                                |                                                                |                                                                |                                                                |  |  |              |              |              |              |                                              |                                              |                                              |                                              |                                                       |                                                       |                                                       |                                                       |                                                       |                                                       |  |  |                                                |                                                |                                                |                                                |                                                |                                                |                              |                              |
|  |  |  |  | Callinicus prince de Commagène | Callinicus prince de Commagène | Callinicus prince de Commagène | Callinicus prince de Commagène | Callinicus prince de Commagène              | Callinicus prince de Commagène              |                                             |                                             | Caius Iulius Archelaus Antiochus Epiphanes prince de Commagène | Caius Iulius Archelaus Antiochus Epiphanes prince de Commagène | Caius Iulius Archelaus Antiochus Epiphanes prince de Commagène | Caius Iulius Archelaus Antiochus Epiphanes prince de Commagène | Caius Iulius Archelaus Antiochus Epiphanes prince de Commagène | Caius Iulius Archelaus Antiochus Epiphanes prince de Commagène |  |  |              |              |              |              | Claudia Capitolina                           | Claudia Capitolina                           | Claudia Capitolina                           | Claudia Capitolina                           | Claudia Capitolina                                    | Claudia Capitolina                                    |                                                       |                                                       |                                                       |                                                       |  |  | Marcus Iunius Rufus Préfet d'Égypte de 94 à 98 | Marcus Iunius Rufus Préfet d'Égypte de 94 à 98 | Marcus Iunius Rufus Préfet d'Égypte de 94 à 98 | Marcus Iunius Rufus Préfet d'Égypte de 94 à 98 | Marcus Iunius Rufus Préfet d'Égypte de 94 à 98 | Marcus Iunius Rufus Préfet d'Égypte de 94 à 98 |                              |                              |
|  |  |  |  | Callinicus prince de Commagène | Callinicus prince de Commagène | Callinicus prince de Commagène | Callinicus prince de Commagène | Callinicus prince de Commagène              | Callinicus prince de Commagène              |                                             |                                             | Caius Iulius Archelaus Antiochus Epiphanes prince de Commagène | Caius Iulius Archelaus Antiochus Epiphanes prince de Commagène | Caius Iulius Archelaus Antiochus Epiphanes prince de Commagène | Caius Iulius Archelaus Antiochus Epiphanes prince de Commagène | Caius Iulius Archelaus Antiochus Epiphanes prince de Commagène | Caius Iulius Archelaus Antiochus Epiphanes prince de Commagène |  |  |              |              |              |              | Claudia Capitolina                           | Claudia Capitolina                           | Claudia Capitolina                           | Claudia Capitolina                           | Claudia Capitolina                                    | Claudia Capitolina                                    |                                                       |                                                       |                                                       |                                                       |  |  | Marcus Iunius Rufus Préfet d'Égypte de 94 à 98 | Marcus Iunius Rufus Préfet d'Égypte de 94 à 98 | Marcus Iunius Rufus Préfet d'Égypte de 94 à 98 | Marcus Iunius Rufus Préfet d'Égypte de 94 à 98 | Marcus Iunius Rufus Préfet d'Égypte de 94 à 98 | Marcus Iunius Rufus Préfet d'Égypte de 94 à 98 |                              |                              |
|  |  |  |  |                                |                                |                                |                                |                                             |                                             |                                             |                                             |                                                                |                                                                |                                                                |                                                                |                                                                |                                                                |  |  |              |              |              |              |                                              |                                              |                                              |                                              |                                                       |                                                       |                                                       |                                                       |                                                       |                                                       |  |  |                                                |                                                |                                                |                                                |                                                |                                                |                              |                              |
|  |  |  |  |                                |                                |                                |                                |                                             |                                             |                                             |                                             |                                                                |                                                                |                                                                |                                                                |                                                                |                                                                |  |  |              |              |              |              |                                              |                                              |                                              |                                              |                                                       |                                                       |                                                       |                                                       |                                                       |                                                       |  |  |                                                |                                                |                                                |                                                |                                                |                                                |                              |                              |
|  |  |  |  |                                |                                |                                |                                |                                             |                                             |                                             |                                             | Julia Balbilla                                                 | Julia Balbilla                                                 | Julia Balbilla                                                 | Julia Balbilla                                                 | Julia Balbilla                                                 | Julia Balbilla                                                 |  |  |              |              |              |              | Caius Iulius Antiochus Epiphanes Philopappus | Caius Iulius Antiochus Epiphanes Philopappus | Caius Iulius Antiochus Epiphanes Philopappus | Caius Iulius Antiochus Epiphanes Philopappus | Caius Iulius Antiochus Epiphanes Philopappus          | Caius Iulius Antiochus Epiphanes Philopappus          |                                                       |                                                       |                                                       |                                                       |  |  |                                                |                                                |                                                |                                                |                                                |                                                |                              |                              |

- Ascendance et connexion avec la dynastie des princes de Commagène de l'époque des Julio-Claudiens aux Antonins. Arbre non exhaustif.